# ライセンス監査
ライセンス監査（ライセンスかんさ）は、ライセンス権利者（ソフトウェア著作物の保有者、著作権者、権利者から正式に許諾された者）が提供しているライセンス（使用許諾条件や契約）について、利用者がその契約条件通りに適切に使用しているかを確認すること。
大手ソフトウェアベンダーのライセンス使用に関する契約書に監査権の設定があり、また日本においても日常的に大手ベンダーによるライセンス監査が行われている。
また商用ソフトウェアに対しては、ソフトウェアベンダーやソフトウェアベンダーを代理するBSAやACCS等の著作権保護団体によって広く実施されている。ライセンス権利者は使用許諾契約の条件に従って、ライセンス利用者に対しての監査要求を行うが、事前通告は行われることは少なく、ある日突然監査要求に関する通知が組織の代表者宛に届くことが一般的である。
ライセンス監査の対象者となった場合、該当ベンダー製ソフトウェアの利用状況（インストール状況とアクセス状況）に対して、必要かつ適切なライセンス（使用許諾権）を保有しているかどうかについての監査が行われる。ただし様々なベンダーのライセンスモデルや、製品ごとのライセンスの違い、購入プログラムの違いによって利用できる権利が異なることから、ライセンス監査の対象となった場合、何らかの不適合が確認され、損害賠償請求や間違った使い方の指摘等による追加のライセンス購入となることも多い。
近年では、仮想化技術、クラウドサービス、マルチデバイス等の急速な進展により、対応する利用権の設定（ライセンス）も更に複雑化しており、適切なライセンス設計と導入が実施されていない場合に、ライセンスコストが割高になるだけではなく、ライセンス違反によって追加コストやサービス提供へのリスクが高まっている。
ライセンス監査によって、使用許諾契約に対して正しい利用がされていないケースやライセンスの不足が発覚した場合、その不足や不適切分のライセンス料金の請求、損害賠償請求、証拠保全、訴訟等が発生することがある。BSAの発表によると、日本における損害賠償請求における和解金額の最高額は4億4000万となっている。BSAは、ライセンス違反を行っている企業を告発した者に報酬を与える制度を実施している。